# Quercus muehlenbergii
Espèce
Classification phylogénétique
Le chêne jaune, chêne chinkapin ou chêne châtaignier jaune  (Quercus muehlenbergii) est un chêne du groupe du chêne blanc (Quercus sect. Quercus).
Le nom scientifique rend hommage à Gotthilf Heinrich Ernst Muhlenberg (1753-1815), un pasteur luthérien et botaniste amateur de Pennsylvanie. Comme son nom peut s'écrire « Mühlenberg » avec un tréma sur le « u », le nom  est généralement retranscrit muehlenbergii. Toutefois Flora of North America utilise la graphie muhlenbergii.

## Distribution
Il est originaire de l'Est de l'Amérique du Nord, depuis le Vermont et le Sud de l'Ontario et l'Ouest de l'Iowa, dans le Sud et le Nord-Ouest de la Floride et dans l'Est du Texas, avec des populations disjointes dans l'Ouest du Texas et le Sud-Est du Nouveau-Mexique, et l'Est du Mexique depuis le Coahuila et le Sud de l'Hidalgo. Il se rencontre de manière occasionnelle en dehors de aire de répartition naturelle avec des exemples à Ottawa (Canada), Raleigh (Caroline du Nord) et Lake Worth (Floride).

## Description
C'est un arbre à feuilles caduques atteignant 30 m en hauteur (exceptionnellement plus de 50 m), avec un profil arrondi et une mince écorce écailleuse sur le tronc. Son nom vient de ses feuilles qui ressemblent à celles du châtaignier, mais aussi à celles du chêne châtaignier des marécages; grossièrement dentées, et mesurent 5 à 15 cm en longueur et 4 à 8 cm en largeur. Les glands mesurent 1,5 à 2 cm en longueur, et murissent 6 mois après la pollinisation.
Il se distingue parfois du proche chêne châtaignier en ayant le lobe des feuilles en dents de scie (non arrondie). Toutefois, les feuilles sont souvent identiques. L'écorce est un autre moyen de les distinguer. Le chêne chinkapin possède une écorce grise écailleuse comparable à celle du chêne blanc mais légèrement teintée de jaune-brun, d'où son nom de chêne jaune. Le chêne châtaignier possède une écorce ferme et profondément revassée est très différente. Le chêne chinkapin a aussi des glands plus petits que ceux du chêne châtaignier et du chêne châtaignier des marais, qui sont parmi les plus gros.